# Tatranské elektrické železnice
Tatranské elektrické železnice (TEŽ) je jednokolejná, úzkorozchodná, elektrizovaná síť železničních tratí ve Vysokých Tatrách.
Má dvě tratě:
- Poprad-Tatry – Starý Smokovec – Štrbské Pleso (29,1 km, trať ŽSR 183)
- Tatranská Lomnica – Starý Smokovec (5,9 km, trať ŽSR 184)

TEŽ obsluhují elektrické jednotky řady 425.95, které byly vyrobeny počátkem 21. století ve Vrútkách s použitím švýcarské licence. Předtím (od počátku 70. let 20. století) byly v provozu elektrické jednotky řady 420.95, vyráběné ČKD Praha, závod Tatra Smíchov. Z důvodu technické zastaralosti a nedostatečné kapacity vozidel používaných na ozubnicové železnici Štrba - Štrbské Pleso uzavřela Železničná spoločnosť Slovensko v říjnu 2018 smlouvu se švýcarskou společností Stadler na dodávku 5 nových vozidel s hybridním pohonem (ozubnicový i adhezní pohon), který umožní provoz nových vozidel i na tratích TEŽ.
První jednotky s označením řady 495.95 byly do popradského depa dodány na začátku roku 2021.
Na tuto síť navazuje ozubnicová železnice Štrba – Štrbské Pleso a pozemní lanová dráha Starý Smokovec – Hrebienok, které však nejsou součástí TEŽ.

## Historie

### Vznik tatranské železnice
Díky výstavbě prvních železničních tratí na Slovensku v druhé polovině 19. století (Košicko-bohumínská dráha roku 1871 a trať z Popradu do Kežmarku 25. července 1892) začaly být Vysoké Tatry dostupnější a začala se zde rozmáhat turistika. To vyžadovalo také určité dopravní řešení. Roku 1896 byla zprovozněna ozubnicová dráha Štrba – Štrbské Pleso. Spojení zajišťovaly také drožky a omnibusy, v letech 1904 až 1906 dokonce tatranské trolejbusy. Ty se však ukázaly jako nevyhovující, a tak se podnikatelé Matejka a Krieger rozhodli pro vybudování železniční trati, která by spojila Poprad a Starý Smokovec. Rozchod kolejí u ní měl činit 1000 mm, trať měla být elektrizovaná – vlaky by jezdily pod elektrickým napětím 550 V.
Zmíněná trať se začala stavět roku 1906, v únoru o dva roky později byla již v podstatě dokončená. Jako oficiální termín otevření byl stanoven 1. červenec 1908. Ten se však nakonec ukázal jako velmi nereálný; vzhledem k tomu, že královské ministerstvo obchodu ji odmítlo zprovoznit z důvodu některých nevyhovujících technických parametrů. Nakonec se přece jen na trati Poprad-Tatry – Starý Smokovec dlouhé 13,6 km od 20. prosince 1908 začalo jezdit.
Společnost provozující tatranské železnice se jmenovala Tátrafüredi Helyiérdekü Villamos Vasutak (T.H.É.V.V.) – Smokovecká vicinální elektrická dráha.

### Rychlý rozvoj v poslední etapě života Uherska
Již tři roky poté se jezdilo i na trati z Tatranské Lomnice přes Starý Smokovec do Tatranské Polianky, přesně od 16. prosince 1911. Na posledním, třetím a nejnáročnějším úseku vedoucím na Štrbské Pleso, se pak cestující mohli svézt od 13. srpna 1912. V provozu byly kromě osobních i nákladní vozy pro přepravu uhlí, cihel, cementu a dalšího nákladu. Díky dobrým hospodářským výsledkům se uvažovalo i o dalších tratích (např. Štrbské Pleso – Liptovský Hrádok, Tatranská Lomnica – Tatranská Kotlina), tyto návrhy však ukončila první světová válka.
Na přelomu desátých a dvacátých let došlo také ke změně majitele (od této doby společnost provozující železnici vlastnila anglo-maďarská banka Aegisz se sídlem v Budapešti), následně proběhla reforma vedení a jeho zjednodušení. Díky sněhovým pluhům se mohlo jezdit od přelomu let 1923 a 1924 i v zimě.

### Od Československa přes socialismus až k nezávislému Slovensku

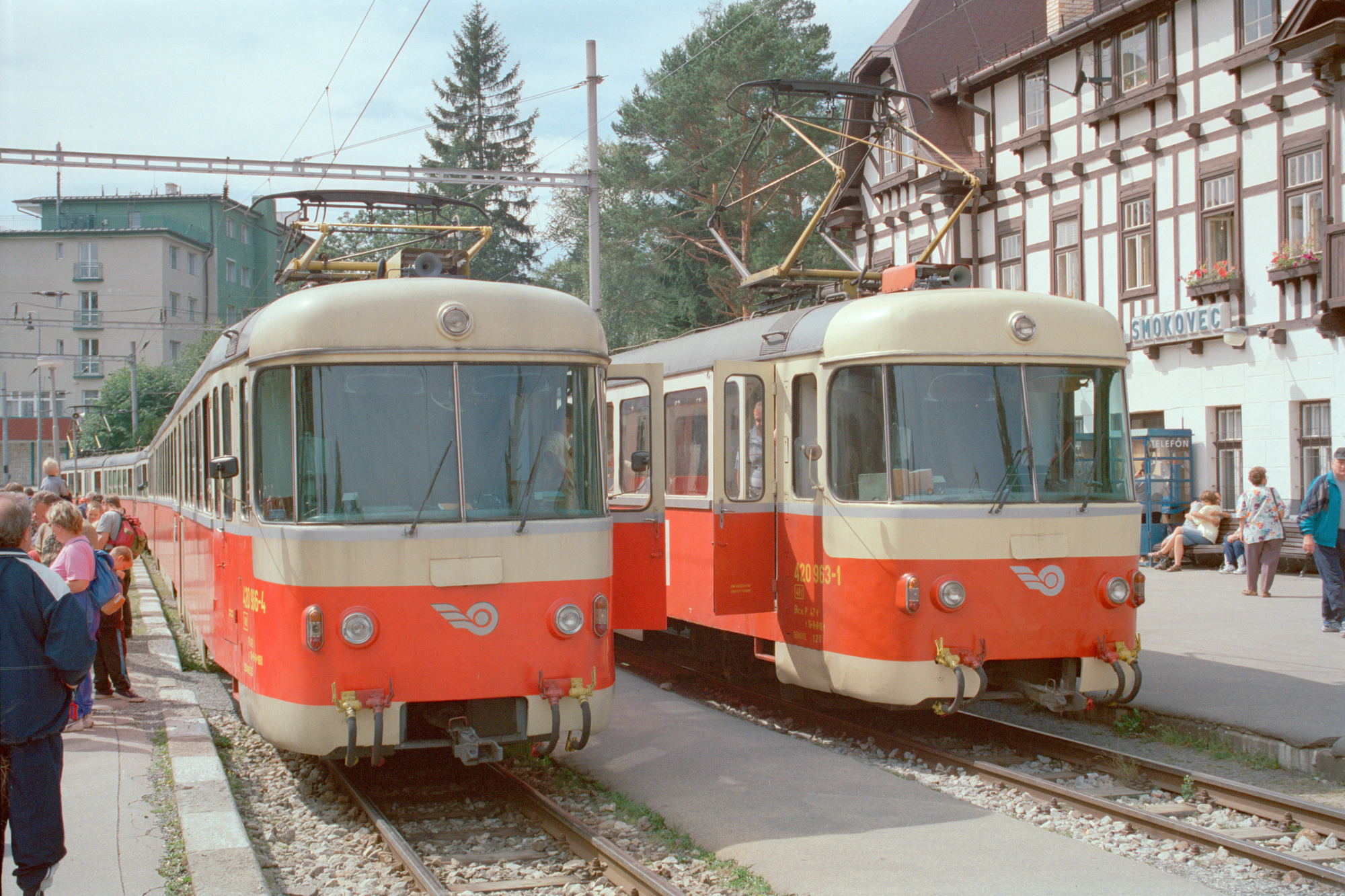
Elektrické jednotky řady 420.95 ve Starém Smokovci v roce 2000

Po vzniku československého státu se společnost přejmenovala – nový název zněl Tatranská elektrická vicinálna dráha (T.E.V.D.).
Až do roku 1928 používala hnací vozidla lyrové sběrače, které později nahradily pantografové. Ve 30. letech se pak objevují první vozidla vyrobená v ČSR.
30. prosince 1948 se TEVD stala součástí ČSD a začalo se pro ni používat označení Tatranské elektrické železnice – TEŽ. V roce 1970 byla konečná dráhy na Štrbském Plese přeložena do nového nádraží, do kterého byla zaústěna i znovu vybudovaná ozubnicová dráha ze Štrby. V letech 1983–1986 proběhla kompletní výměna kolejnic za typ S49. V roce 1986 začala výstavba nové staniční budovy v žst. Poprad-Tatry. Stavba byla dokončena v roce 1991, 22. října toho roku bylo opuštěno kolejiště v uliční úrovni paralelně s kolejištěm bývalé Košicko-bohumínské dráhy a vlaky od té doby zajíždějí na nové nástupiště, které je situováno příčně nad kolejištěm KBD. Přeložka byla na stávající trať napojena mezi stanicí Veľký Slavkov a zastávkou Veľká, zastávka Veľká byla zrušena. Od roku 1993 se TEŽ staly součástí nově vzniklých Železnic Slovenskej republiky (ŽSR). V letech 2002 až 2004 byla provozovatelem pravidelné osobní dopravy firma Železničná spoločnosť, od roku 2005 pak Železničná spoločnosť Slovensko, provozovatelem dráhy je stále ŽSR.
V 50. letech se postupně začaly dodávat nové vozy M 49.0, ty se však neosvědčily a tak je v 60. letech nahradily třídílné soupravy nové řady EMU 89.0 (dnes označovaného jako 420.95). Jednalo se o vlaky československé výroby z ČKD Tatry Smíchov, dodávané byly až do roku 1970; při jejich vývoji byly použity některé zkušenosti z výroby vozů tramvajových (typy Tatra T2 a Tatra T3).
Mezi lety 1965 a 1969 proběhla k mistrovství světa v lyžování rekonstrukce, po roce 1970 už slouží železnice výhradně osobní dopravě. O dalších patnáct let později pak přibyly ještě dvě lokomotivy, vyrobené v tehdy sovětské Kaluze. Poslední změny ve vozovém parku se uskutečnily na přelomu tisíciletí; podle tendru, který roku 1995 vyhrálo konsorcium ŽOS Vrútky/Stadler/ADtranz byly jednotky z 60. let nahrazeny novými jednotkami řady 425.95, které byly vyrobeny ve Vrútkách v rámci švýcarské licence. Dnes jsou TEŽ napájeny napětím 1500 V.

## Galerie

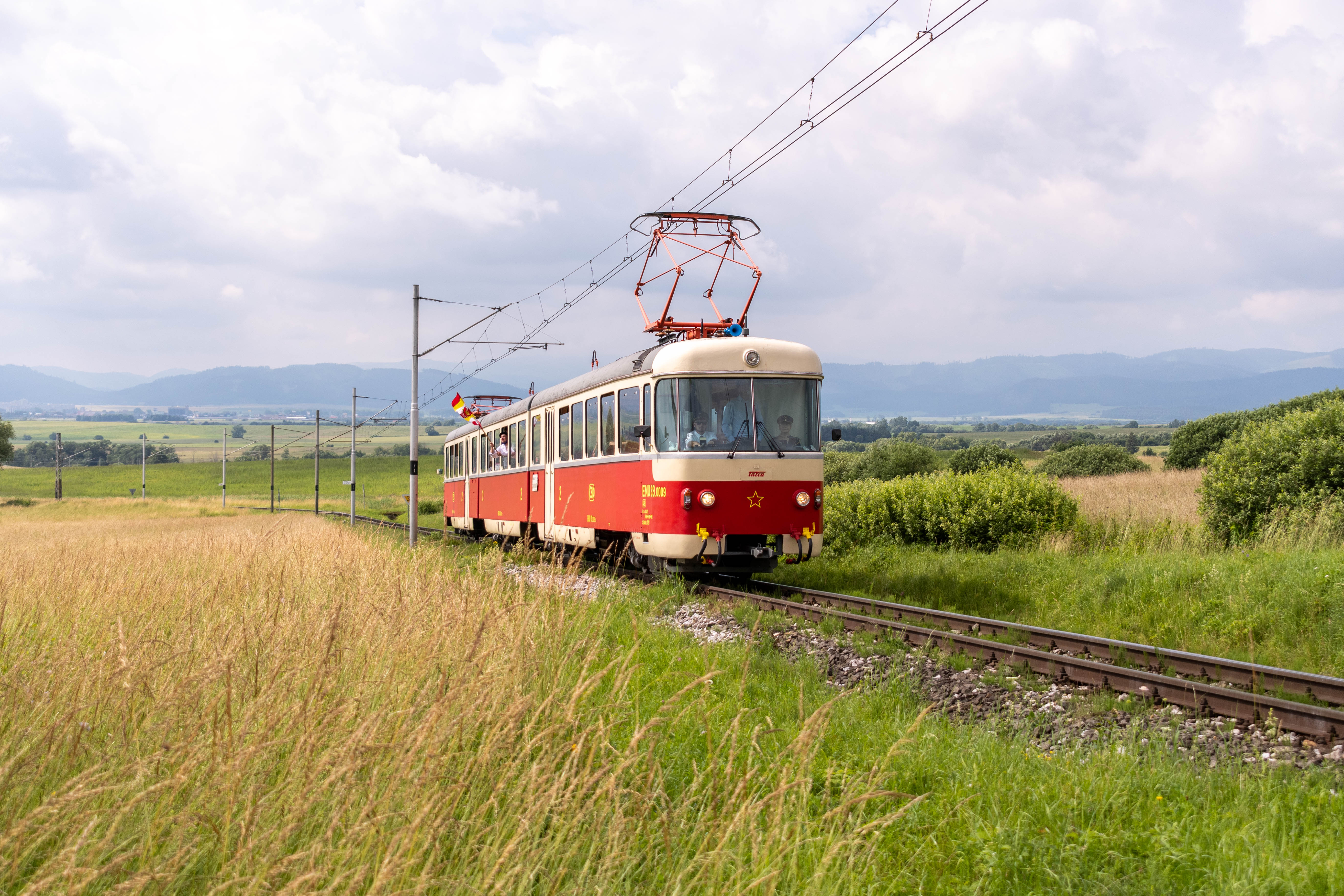
Elektrická jednotka 420.95 na trati TEŽ
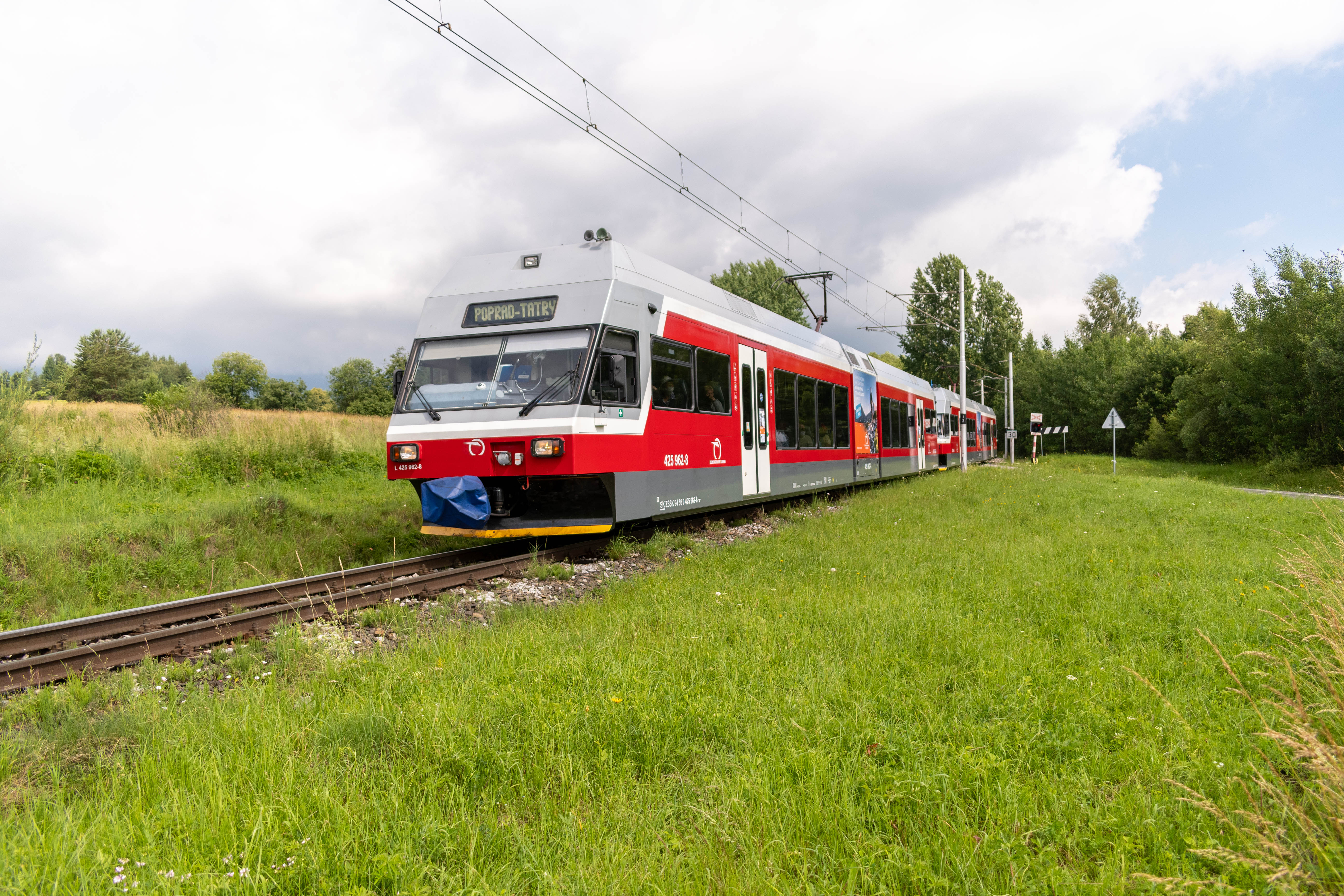
Elektrická jednotka 425.95 na trati TEŽ
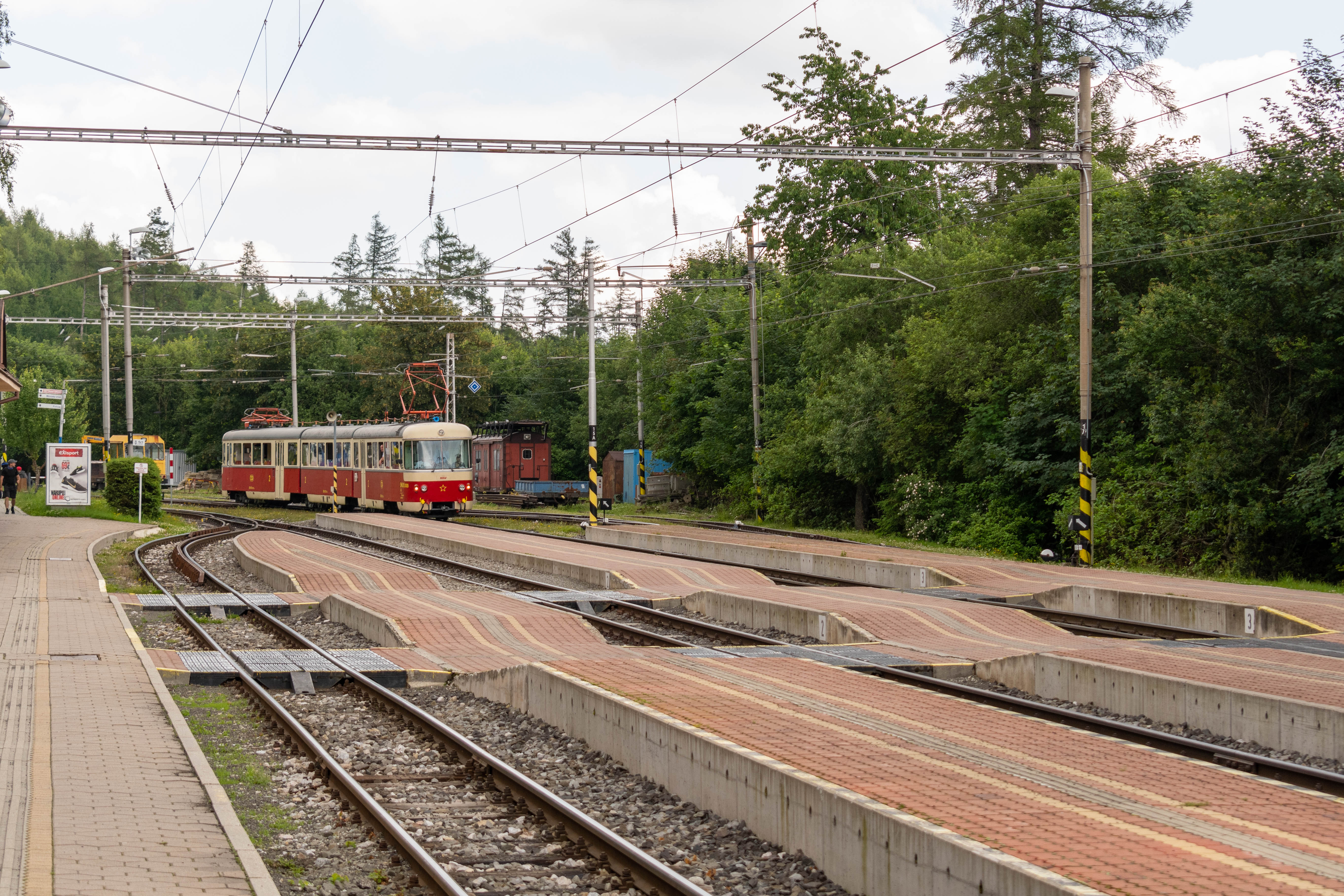
Elektrická jednotka 420.95 vjíždí do stanice Starý Smokovec
Mapa sítě Tatranských elektrických železnic
Schéma tratí v oblasti Vysokých Tater
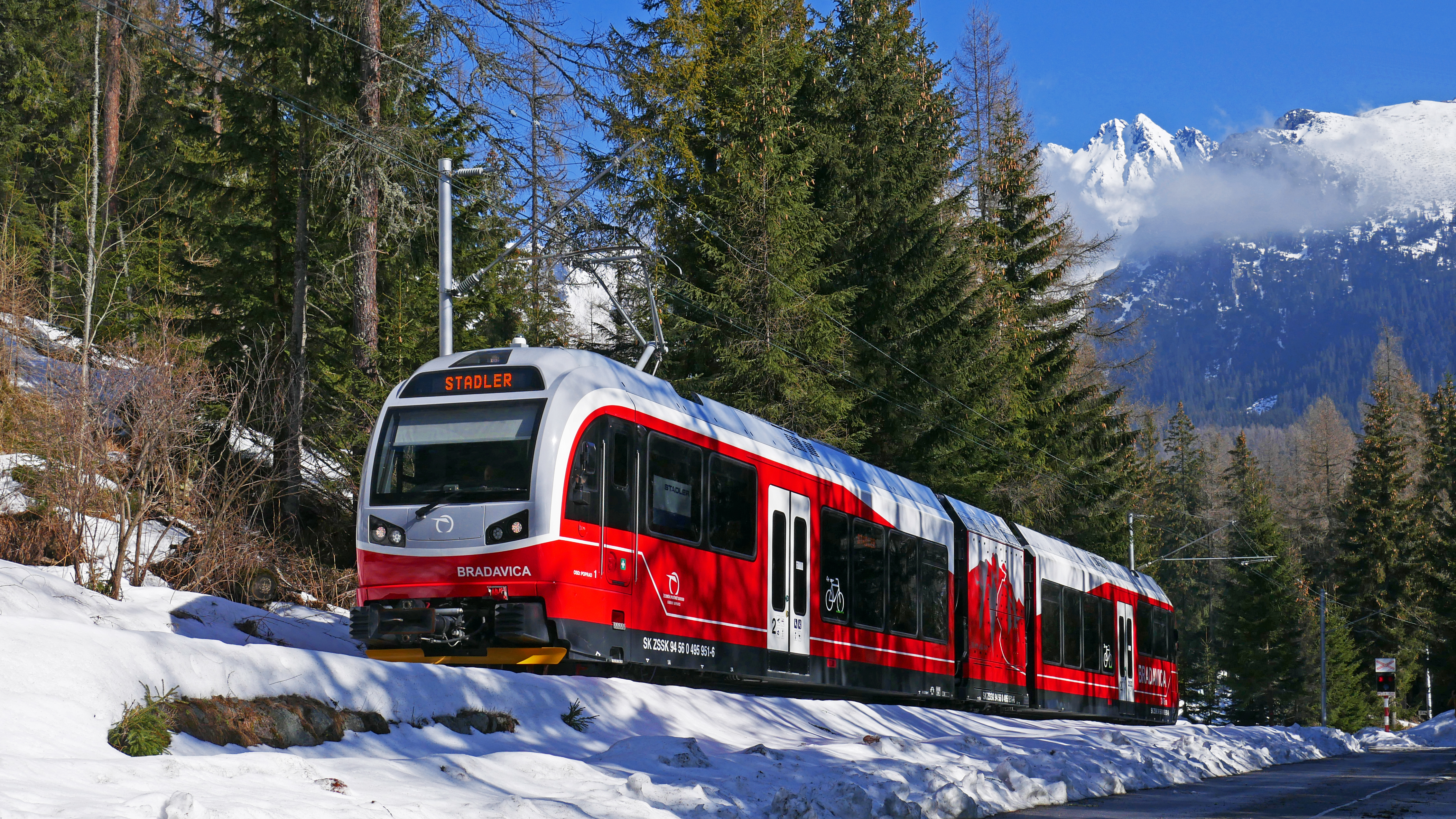
Elektrická jednotka 495.95